# 21 Lektionen für das 21. Jahrhundert
21 Lektionen für das 21. Jahrhundert ist ein 2018 erschienenes Sachbuch des israelischen Historikers Yuval Noah Harari. In diesem dritten auf ein breites Publikum zielenden Buch möchte Harari im Rahmen einer „globalen Agenda“ Klärung und Aufklärung anbieten hinsichtlich wichtiger Fragen zum gegenwärtigen Geschehen und zur unmittelbaren Zukunft menschlicher Gesellschaften: „Was sind heute die größten Herausforderungen und Möglichkeiten? Worauf sollten wir achten? Was sollten wir unseren Kindern beibringen?“ (S. 12)
Zurückliegende eigene Publikationen und darauf bezogene Leserreaktionen sind laut Harari in den Erstellungsprozess dieses Werkes eingegangen. Der Verfasser rechtfertigt den in seinen Ausführungen weitreichenden Orientierungs- und Deutungsanspruch mit dem Tempo des gegenwärtigen Wandels. Gegenüber Philosophen hätten Ingenieure weit weniger Geduld – und Investoren noch weniger. „Wenn wir nicht wissen, was wir mit der Macht, Leben zu manipulieren, anfangen sollen, werden die Marktkräfte nicht ein Jahrtausend lang warten, bis wir eine Antwort gefunden haben.“ (S. 17)

## Kapitelstruktur und Inhalte
Die 21 titelgebenden Lektionen verteilt Harari auf fünf Teile des Buches mit je eigener Überschrift:
- Teil I: Die technologischen Herausforderungen (Desillusionierung – Arbeit – Freiheit – Gleichheit)
- Teil II: Die politische Herausforderung (Gemeinschaft – Zivilisation – Nationalismus – Religion – Zuwanderung)
- Teil III: Verzweiflung und Hoffnung  (Terrorismus – Krieg – Demut – Gott – Säkularismus)
- Teil IV: Wahrheit (Nichtwissen – Gerechtigkeit – Postfaktisch – Science-Fiction)
- Teil V: Resilienz (Bildung – Sinn – Meditation)

### Desillusionierung
Die in den Auseinandersetzungen des 20. Jahrhunderts mit Faschismus und Kommunismus zuletzt triumphierende „liberale Erzählung“ hat seit der Finanzkrise von 2008 an Zugkraft verloren. (S. 23–25) Die ohne politisches Mandat von Forschung und Technik vorangetriebene „Zwillingsrevolution“ in der Informations- und Biotechnologie entzieht sich der Kontrolle liberal-demokratischer Systeme. (S. 26 f.) Das Wirtschaftswachstum als traditionelles liberales Lösungsinstrument für schwierige soziale und politische Probleme durch „Vergrößerung des Kuchens“ zur allgemeinen Bedürfnisbefriedigung ist zur Ursache der ökologischen Krise geworden. (39 f.) Die Akzeptanzchancen jeder künftigen politischen Programmatik hängen davon ab, dass künstliche Intelligenz (KI), Big Data und Bioengineering in „ein neues sinnvolles Narrativ“ integriert werden können. (S. 42)

### Arbeit
Maschinelles Lernen und Robotik, so die allgemeine Erwartung, werden „von der Joghurtproduktion bis zum Yogaunterricht“ so gut wie jedes Metier verändern. (S. 43) Integrierte Computernetzwerke werden menschliche Individuen und Intelligenz in sehr vielen Bereichen ersetzen, beispielsweise bei der Fahrzeugsteuerung oder bei Krankheitsdiagnosen und -therapien. (S. 47–49) Künstliche Intelligenz wird Beschäftigungsfelder aber nicht nur beseitigen, sondern auch neue entstehen lassen: Drohnen machen Piloten zum Teil überflüssig, bedürfen aber der Instandhaltung, Fernsteuerung und Datenanalyse. (S. 55 f.) Die absehbaren „beispiellosen technologischen und ökonomischen Verwerfungen des 21. Jahrhunderts“ müssen durch neue gesellschaftliche und wirtschaftliche Modelle aufgefangen werden. Dabei geht es mehr um die Befriedigung menschlicher Grundbedürfnisse und um den Schutz des individuellen Selbstwertgefühls als um die Erhaltung von teils wenig attraktiven Arbeitsplätzen. Ein bedingungsloses Grundeinkommen, finanziert durch die Besteuerung der Reichsten und der großen Internetunternehmen könnte diesem Zweck ebenso dienen wie die geldliche Berücksichtigung von Kindererziehungsarbeit und vielen Arten gemeinnütziger Arbeit. (S. 66 f.)

### Freiheit
In liberal-demokratisch verfassten Gesellschaften hat Freiheit als Wert oberste Priorität; die Menschenrechte sind mit ihr verknüpft. (S. 75) Freier Wille und individuelle Entscheidungsfreiheit – lange schon in Frage stehend – werden in der digitalen Revolution unter dem Einfluss von Big-Data-Algorithmen marginalisiert. So schwindet auch eigenes räumliches Orientierungsvermögen, wo Navigationssysteme allein noch die Richtung vorgeben. „Die Fähigkeit, sich zurechtzufinden, ist wie ein Muskel – man muss ihn betätigen oder er verschwindet. Gleiches gilt für die Fähigkeit, Ehepartner oder Berufe zu wählen.“ (S. 87 f.) Die eine Außensteuerung ermöglichende digitale Überwachung eröffnet neben allerlei Annehmlichkeiten beträchtliche Gefahren sowohl seitens der die Daten nutzenden Unternehmen oder Banken als auch seitens eines Überwachungsstaats, der das digitale Datenmaterial zum Vorteil der Bürger verwenden kann, etwa zur Optimierung der gesundheitlichen Vorsorge, aber auch als Druckmittel gegen die Bürger zur Erhaltung oder Festigung einer Diktatur. (S. 98–100 und 105)

### Gleichheit
Die fortschreitende Bedeutungszunahme von Biotechnologie und künstlicher Intelligenz birgt die Gefahr einer drastischen Verschärfung sozialer Ungleichheit auch in hochentwickelten Industriestaaten. Während die Globalisierung einerseits horizontal die Bedeutung der staatlichen Grenzen herabsetzt, fördert sie andererseits die vertikale Spaltung der Menschheit in jene, die „oben“ die Erträge monopolisieren, und jene Milliarden „unten“, die abgehängt werden: „Die Reichsten einhundert Menschen besitzen zusammen mehr als die ärmsten vier Milliarden.“ (S. 113 f.) Biotechnologie zusammen mit künstlicher Intelligenz und Globalisierung könnten sogar zu Speziation führen, einer Aufspaltung der Menschheit in unterschiedliche biologische Arten. (S. 116) Entscheidend für die Verteilung von Reichtum und Macht wird im 21. Jahrhundert der Besitz von Daten sein, die bei Datenriesen wie beispielsweise Google gehortet werden. (S. 117 f.) Die Regelung des Datenbesitzes ist die vielleicht wichtigste gegenwärtig anstehende politische Zukunftsfrage. (S. 121)

### Gemeinschaft
Menschen haben Jahrmillionen in intimen Gemeinschaften gelebt, die wenige Dutzend Individuen umfassten; diese Kleingruppen sind seit dem 19. und 20. Jahrhundert in Auflösung begriffen, was mit relativer Vereinsamung einhergeht. (S. 127) Die mit der massenhaften Verfügbarkeit von Online-Kommunikationsmitteln wie Smartphones verbundenen Möglichkeiten, die u. a. kommerzielle Unternehmen wie Facebook dazu nutzen, neue Formen der Gemeinschaftsbildung zu propagieren und anzubieten, sind als Ersatz für traditionelles Gemeinschaftsleben und -erleben nicht geeignet, weil sie den menschlichen Körper als ganzheitlichen Organismus für Sinneswahrnehmungen und Impulsverarbeitung partiell unterfordern und verkümmern lassen. „Menschen, die sich ihrem Körper, ihren Sinnen und ihrer physischen Umgebung entfremdet haben, fühlen sich leicht isoliert und desorientiert.“ (S. 128–131)

### Zivilisation
Die These vom „Kampf der Kulturen“ erweist sich in mehrfacher Hinsicht als verfehlt: Eine Analogie zu biologischen Vorgängen besteht für gesellschaftsgeschichtliche Erscheinungsformen nicht. „In Wahrheit ist die europäische Zivilisation alles, was Europäer daraus machen, so wie das Christentum alles ist, was Christen daraus machen, der Islam alles, was Muslime daraus machen, und das Judentum alles, was Juden daraus machen.“ (S. 136–139) Anders als bei Tierarten, die sich nie vermischen, ist in der Menschheitsgeschichte die Verschmelzung unzähliger isolierter Stämme zu immer größeren Gruppen und einander angenäherten Zivilisationen geschehen. (S. 142 f.) Hatte vor tausend Jahren noch jede Kultur ihre eigene Erzählung vom Universum, haben Wissenschaftler heutzutage überall auf der Welt die gleichen Vorstellungen von Materie, Energie, Zeit und Raum. (S. 153) Die Veranstaltung Olympischer Spiele als globales Ereignis, die nur dreimal im 20. Jahrhundert aus Kriegsgründen ausfielen, stellt eine „erstaunliche globale Übereinkunft“ dar: „Bei allem Nationalstolz, den Menschen empfinden, wenn ihre Mannschaft eine Goldmedaille gewinnt und ihre Flagge gehisst wird, darf man mit deutlich mehr Recht stolz darauf sein, dass die Menschheit überhaupt in der Lage ist, solch ein Ereignis zu organisieren.“ (S. 148–150)

### Nationalismus
Nationalstaatliche Vereinigungen und daran geknüpfte Identifikation und Loyalität sind relativ junge Erscheinungen im menschlichen Sozialleben, entstanden als Reaktion auf Herausforderungen, die ein einzelner Volksstamm nicht zu bestehen vermochte. (S. 156 f.) Die Entwicklung von Kernwaffen und die wechselseitige Drohung mit atomarer Vernichtung hat zuerst erkennen lassen, dass globale Probleme mit nationalstaatlichen Mitteln nicht zu lösen sind. Nur eine „internationalistische Weltordnung“ hilft Kriege zu begrenzen, wenn nicht zu vermeiden. (S. 157 und 159–162) Gleiches gilt für den Umweltschutz und insbesondere für die dringliche Begrenzung der globalen Erwärmung, deren Notwendigkeit allerdings aus je nationalstaatlicher Perspektive teils sehr unterschiedlich oder zwiespältig wahrgenommen wird. (S. 163–168) Die Dynamik nationalstaatlicher Egoismen könnte auch bei der dritten großen Bedrohung der menschlichen Existenz im 21. Jahrhundert, bei der von Biotechnologie und künstlicher Intelligenz angetriebenen technologischen Disruption, eine fatale Rolle spielen und womöglich zu neuen Existenzformen führen, „die vollständig mit dem Hominidenmodell brechen“. (S. 169–171) Dagegen ankommen lässt sich nur mit einer „Globalisierung der Politik“, die sich aus regionalen und lokalen Impulsen und Initiativen speist. (S. 176)

### Religion
Traditionelle Religionen sind für technische und politische Probleme weitgehend irrelevant und bei Identifikationsproblemen zwar von großer Bedeutung, aber eher als Teil des Problems, kaum als potenzielle Lösung. (S. 178) Zwar vertreten sie „universelle Werte“ und beanspruchen „kosmische Gültigkeit“, dienen aber gegenwärtig „hauptsächlich als Handlanger des modernen Nationalismus“, so in Nordkorea mit seiner Ideologie Chuch'e (S. 189), in Russland, Iran oder Israel. (S. 190)

### Zuwanderung
Wanderungsbewegungen und Aufnahmebegehren von Menschen, die Arbeit, Sicherheit und eine bessere Zukunft suchen, nötigen die Zielgesellschaften der Migrierenden, „sich mit Fremden auseinanderzusetzen, sie zu integrieren oder wieder loszuwerden“ – eine mit der Anzahl der Zuwandernden wachsende Belastung. (S. 192) Einwanderungsbefürworter und -gegner führen eine oft überspitzte, im Grunde aber berechtigte Auseinandersetzung um die Bedingungen und das gesellschaftlich verträgliche Maß an Zuwanderung. Von Bedeutung sind dabei das Ausmaß kultureller Verschiedenheit von Herkunfts- und Aufnahmekultur sowie das erwartete Ausmaß und Tempo der Integration bzw. Assimilation Zugewanderter. (S. 196–200) Die Europäische Union, die ohnehin mit der Handhabung kultureller Unterschiede ihrer Mitgliedsstaaten zu tun hat, kann in Fragen der Zuwanderungspolitik und erfolgreicher Integration zum Musterbeispiel werden – im Gelingen wie im Scheitern. (S. 197 f. und 211 f.)

### Terrorismus
Der herkömmliche Terrorismus, so auch die Terroranschläge am 11. September 2001, erlangt erst durch die Überreaktion der davon betroffenen oder bedrohten Staaten weitreichende Bedeutung. Das terroristische Gewaltspektakel schürt Angst bei Millionen Menschen und löst staatliche Gegenreaktionen bis hin zum Einmarsch in andere Länder aus. Dabei sind Überreaktionen zumeist eine größere Sicherheitsbedrohung als die Terroristen selbst. (S. 219) Mittel effektiver Terrorbekämpfung sind verdeckte Aktionen gegen Terrornetzwerke, hysteriefreie Presseberichterstattung und rationales individuelles Risikokalkül. (S. 224) Eine vollkommen andere Bedrohungslage entstünde erst, wenn Terroristen an Massenvernichtungswaffen gelangten. (S. 228)

### Krieg
Anders als zu früheren Zeiten sind Kriege heutzutage auch für Großmächte kaum noch erfolgversprechend bzw. gewinnträchtig. Außer dem Risiko atomarer Vernichtung droht auch ein Cyberkrieg mit unkalkulierbaren Lähmungen oder Fehllenkungen wichtiger staatlicher und gesellschaftlicher Funktionsbereiche. (S. 238) Aufgrund menschlicher Dummheit ist aber selbst ein künftiger Weltkrieg nicht auszuschließen; die menschliche Neigung zu selbstzerstörerischen Aktivitäten gibt es auf individueller wie auf kollektiver Ebene. (S. 240)

### Demut
Die exklusiven Geltungsansprüche von Religionen relativieren sich angesichts der Hunderte von Religionen und Sekten, die im Lauf der Menschheitsgeschichte geschaffen wurden. „Menschen aller Glaubensbekenntnisse täten gut daran, Demut ein wenig ernster zu nehmen.“ (S. 261 f.)

### Gott
Die Vorstellungen von Gott sind vielfältig und teils widersprüchlich. Einerseits fungiert er als rätselhaft-mysteriöse Antwortinstanz für ungeklärte Fragen in der menschlichen Existenz, über die Konkretes nicht gesagt werden kann; von anderer Seite wird er als strenger irdischer Gesetzgeber mit umfassender Regelungskompetenz in allen Lebenszusammenhängen behandelt. (S. 263) Moralisches Verhalten ist aber nicht notwendig religiös bedingt, sondern auch bei allen sozialen Säugetieren beobachtbar. (S. 267)

### Säkularismus
Für eine säkulare Weltanschauung bzw. Lebenshaltung ist vor allem charakteristisch, dass Wahrheit durch Beobachtung und Tatsachenfeststellung gesucht und gefunden wird und „nicht auf bloßem Glauben beruht“. (S. 273) Überlieferte Hierarchien und Privilegien lehnen Säkularisten ab. „Leid ist Leid, ganz gleich, wer es erfährt; und Wissen ist Wissen, ganz gleich, wer es entdeckt.“ (S. 275) Aktives Handeln und Verantwortungsübernahme gehören zum Leitbild säkularer Menschen und zu ihrem weltoffenen Bildungsbegriff. (S. 275–279) Undogmatische säkulare Bewegungen wissen um ihre Unvollkommenheit und begnügen sich darum mit schrittweisen Veränderungen und relativ bescheidenen Zukunftsversprechen. (S. 284)

### Nichtwissen
Die Sonderstellung des Menschen unter den anderen Lebewesen der Erde beruht auf gruppenbasiertem Denken, das die Sammlung und Weitergabe praktischen und theoretischen Wissens von Generation zu Generation ermöglicht. Der einzelne Mensch in der heutigen arbeitsteiligen Gesellschaft neigt hingegen zur Überschätzung seines persönlichen Wissens und ist tatsächlich oft auf die Expertise anderer angewiesen. (S. 290) Gruppengeprägtes Denken, das den individuellen Horizont einerseits erweitert, führt in der Rivalität und Auseinandersetzung mit anderen Menschengruppen und ihren Denkweisen aber auch zu Verkürzungen und Verfälschungen der Perspektive, wie man sie beispielsweise im politischen Lagerdenken findet. (S. 292) Ein verzerrtes Wahrheitsbild geht insbesondere mit der Ausübung von sozialer und politischer Macht einher. „Denn Macht heißt vor allem, die Wirklichkeit zu verändern, und nicht, sie so zu sehen, wie sie ist.“ (S. 294)

### Gerechtigkeit
Eine der Gerechtigkeit verpflichtete individuelle Lebensführung bedarf nicht allein eines stimmigen Wertegefüges, sondern ebenso eines Verständnisses von Ursache-Wirkung-Zusammenhängen in einem unterdessen von globalisierten Wirtschafts- und Handelsbeziehungen mitbestimmten Alltag. (S. 298) Das heutige arbeitsteilige Weltwirtschaftssystem hat zur Folge, „dass diejenigen, die keinerlei Anstrengungen unternehmen, etwas zu wissen, in einem Zustand seliger Ignoranz verbleiben können und dass es für diejenigen, die sich um Erkenntnis bemühen, ziemlich schwierig ist, die Wahrheit herauszufinden“. (S. 299)

### Postfaktisch
Die willkürliche, interessengeleitete Verbreitung von Tatsachenbehauptungen wird in ihren neuen Erscheinungsformen zwar als gravierendes Übel wahrgenommen, ist aber in der Menschheitsgeschichte ein häufig genutztes Propagandamittel. (S. 307–309) Gerade Religionen haben diesbezüglich sehr Langlebiges in die Welt gesetzt. (S. 310–313) Auch die von der Werbung in Dauerschleifen verbreiteten Botschaften spiegeln eine höchst eigene Wahrheit und Wirklichkeit. (S. 316) Es ist an den Wissenschaftlern der diversen Fachdisziplinen, sich aufklärend in die gesellschaftlichen Diskurse einzubringen. (S. 324)

### Science-Fiction
Die weltbeherrschende Stellung der Menschen gründet in ihrer besonderen Kooperationsfähigkeit; „und sie können so gut kooperieren, weil sie an Fiktionen glauben.“ So erklärt sich die wichtige Rolle von Dichtern, Malern und Dramatikern. „Menschen ziehen in den Krieg und bauen Kathedralen, weil sie an Gott glauben, und sie glauben an Gott, weil sie Bilder von Gott gesehen haben und weil sie von Theaterstücken über Gott fasziniert waren.“ Ähnlich verhält es sich beim Zusammenwirken von moderner Film- und Popindustrie mit kapitalistischer Lebensart. „Wir glauben, dass es uns glücklich macht, wenn wir immer mehr Dinge kaufen, denn wir haben das kapitalistische Paradies mit eigenen Augen im Fernsehen gesehen.“ Science-Fiction stellt zu Beginn des 21. Jahrhunderts vielleicht die wichtigste Kunstart dar, müsste der wissenschaftlichen Realität aber näherkommen als das diesbezügliche Filmschaffen bisher, damit nicht die falschen Vorstellungen vermittelt und ein falsches Problembewusstsein erzeugt wird. (S. 325 f.)

### Bildung
Ein den Herausforderungen der Zukunft gemäßes Bildungsangebot für die Nachwachsenden zu entwickeln, ist heutzutage schwieriger als je zuvor, weil die in Aussicht stehende technologische Manipulierbarkeit von Körper, Gehirn und Seele nichts mehr sicher erscheinen lässt. (S. 341) Erkennbar überholt aber ist das Bestreben allzu vieler Schulen, ihre Schützlinge mit Informationen vollzustopfen. Das 21. Jahrhundert bietet – ganz unabhängig von Schule – Informationen im Überfluss. (S. 343) Gegenwärtig benötigt wird dagegen die Fähigkeit, Informationen zu deuten, wichtig und unwichtig zu unterscheiden und aus dem Informationsangebot ein realistisches Weltbild zu entwickeln. „Wenn es dieser Generation an einer umfassenden Vorstellung vom Kosmos fehlt, so wird über die Zukunft des Lebens nach dem Zufallsprinzip entschieden werden.“ (S. 344) Von elementarer Bedeutung wird es in Zukunft sein, mit Veränderung umzugehen. Nicht nur auf neue Ideen und Produkte kommt es dabei an, sondern auch auf die Fähigkeit, sich immer wieder neu zu erfinden. (S. 345) Wer sich künftig nicht von den allgegenwärtigen Big-Data-Algorithmen beherrschen lassen will, wird dem alten Prinzip Erkenne Dich selbst rechtzeitig gründlich nachgehen müssen. (S. 352 f.)

### Sinn
Menschen tendieren in der Regel dazu, innerhalb des Rahmens einer ihnen einleuchtenden Erzählung oder Theorie zu verbleiben. (S. 364) „Eine Geschichte, die fast die gesamte Zeit, den gesamten Raum, den Urknall, die Quantenphysik und die Evolution des Lebens ignoriert, ist bestenfalls ein winziger Teil der Wahrheit.“ Doch weil Menschen bei großen Zahlen schnell an die Grenzen ihrer Vorstellungskraft gelangen, begnügen sie sich in der Regel mit leichter Fassbarem. Um dem Leben Sinn abzugewinnen, genügt vielen die Annahme, etwas Bleibendes zu hinterlassen oder anderen zu helfen oder Liebe zu schenken bzw. zu empfangen. (S. 365–368) Sinnfindung ist weniger an Wahrheit als an eine Rollenausübung innerhalb des eigenen Sozialisationsspektrums gebunden. (S. 369 f.) „Die Geschichten, die uns mit Sinn und Identität versorgen, sind alle fiktional, aber Menschen müssen an sie glauben.“ (S. 371) Der Festigung solchen Glaubens dienen darauf bezogene Rituale und dafür erbrachte Opfer. (S. 372–381) Der Zugang zur „Wahrheit über das Universum, über den Sinn des Lebens und über die eigene Identität“ hingegen führt über die Wahrnehmung und Erkundung von Leid. „Die große Frage, der sich alle Menschen gegenüber sehen, ist nicht: ‚Was ist der Sinn des Lebens?‘, sondern vielmehr: ‚Wie beenden wir das Leiden?‘“ (S. 401 und 404)

### Meditation
Harari praktiziert seit seiner Studentenzeit Vipassana-Meditation. Eine auf bewusste Wahrnehmung eigener Körperfunktionen und -signale gerichtete Meditation, beginnend etwa beim Ein- und Ausatmen, kann zu vertieften Einblicken in das Lebensganze führen, in das, was das Leben zusammenhält. „Je bewusster man sich selbst wahrnimmt, desto offensichtlicher wird, dass nichts auch nur von einem Moment bis zum nächsten Bestand hat.“ Körper, Gehirn und Geist sind in einem beständigen Veränderungsprozess begriffen; und der Geistesfluss ist eng an körperliche Empfindungen gekoppelt. (S. 406–409) Ernsthafte Meditation erfordert jedoch ein Höchstmaß an Selbstdisziplin. Den Geist so weit zu beruhigen, „dass er beginnen kann, sich selbst systematisch und objektiv wahrzunehmen“, bedarf langer Übung, ist aber eine lohnende und gerade angesichts bedenklicher Zukunftsaussichten nötige Anstrengung. (S. 415)

## Rezeption

### Kommerzieller Erfolg
Das in mehr als 50 Sprachen übersetzte Buch konnte sich direkt nach Veröffentlichung in Deutschland im September 2018 unter den Top-10 Sachbüchern auf der Spiegel-Bestsellerliste platzieren, erreichte im Oktober Platz 2 und war mehr als 30 Wochen in den Top 10 geführt. Bei den erfolgreichsten Sachbüchern des Jahres 2018 wurde es auf Rang 7 gelistet und war somit ähnlich erfolgreich wie Homo Deus, das im Jahr zuvor erschienene Sachbuch des Autors.

### Zeitgenössische Kritik
Wolfgang Frindte, der Hararis 21 Lektionen für socialnet.de rezensiert, nennt das Buch im Fazit seiner eingehenden Besprechung spannend und gut übersetzt. Die Argumente seien nicht neu – da in früheren Publikationen Hararis bereits enthalten –, sein universelles Wissen und die hergestellten transdisziplinären Brücken gleichwohl beeindruckend. An Leserinnen und Lesern mangle es dem Buch zweifellos nicht, bis auf jene vermutlich, „die im Postfaktischen, im Nationalismus, im Fundamentalismus oder in anderen verkorksten Weltsichten ihr Heil und den Sinn des Lebens suchen“.
Sebastian Meißner bescheinigt Harari in literaturkritik.de, „gewohnt sprachgewaltig“ die ganz großen Fragen zu stellen. Seine Faktenkenntnisse machten es ihm möglich, „interessante und überraschende Zusammenhänge herzustellen, gewohnte Denkmuster aufzubrechen und Dinge in neuem Licht zu betrachten.“ Für den Leser sei das meist sehr erhellend und bereichernd. An einigen Stellen jedoch verheddere Harari sich in ermüdender Weise. „Manche Gedankengänge bleiben krude, so unterhaltsam sie auch sein mögen.“ Doch finde der Autor immer wieder zurück und schließlich auch an sein Ziel.
Thorsten Jantschek äußert im Deutschlandfunk, es habe „etwas wahrhaft Genialisches, wie groß und weitläufig der Universalhistoriker Yuval Noha Harari denkt“. Für die radikale Unsicherheit der Gegenwart gelte es, ein neues Narrativ für die Zukunft zu erfinden. Bei Harari laufe das im Kern auf eine säkulare Haltung mit der Doppelverpflichtung zur Suche nach Wahrheit und zum Mitgefühl für das Leiden der anderen hinaus – eine „aufgeklärte Mitleidsmoral“. Problematisch bei Überfliegern wie Harari sei zumeist die Flughöhe. Auf den Rezensenten wirken die vielen Positionen, die Harari diskutiert, holzschnittartig: Die „wirkliche Komplexität von Diskursen und Positionen“ werde so kaum sichtbar. Harari sitze selbst einer großen Erzählung auf, dem erkenntnistheoretischen Cartesianismus, „gegen den zumindest die Hälfte der modernen Philosophie Sturm gelaufen ist“.
Für Christoph Bartmann in der Süddeutschen Zeitung ist, was Harari zu sagen hat, „weder durchweg falsch noch uninteressant, es ist aber nur selten neu.“ Von der Historiografie habe der Verfasser sich abgekoppelt, ohne dass andere wissenschaftliche Methoden und Begriffe jedoch an ihre Stelle getreten wären. Harari fungiere nunmehr als „globaler Kummerkasten“, für gewöhnliche Leser ebenso wie für die sich gern mit ihm zeigende politische Elite. „Harari rät zur Gelassenheit, dies aber erst, nachdem er uns vorher die Hölle heiß gemacht hat.“ Im Fegefeuer der Meditation, so Bartmann, dürfe man sich am Ende von den Zumutungen des 21. Jahrhunderts erholen.
Wolfgang Schneider nennt Harari im Tagesspiegel einen Virtuosen des Kontexts. „Bei ihm bekommen die erschöpftesten Reizthemen einen neuen, kühnen Dreh.“ Er bringe aktuelle Themen in weite Perspektiven, so zum Beispiel das aufziehende „Zeitalter des Dataismus“ mit den besorgniserregenden Folgen für die elementaren Konzepte der Arbeit, Freiheit und Gleichheit. Schneider resümiert: „Diese ‚21 Lektionen‘ bringen das skeptisch-aufgeklärte Denken auf die Höhe der Zeit. Auch wenn sie sich diesmal nicht zum großen Wurf fügen, bieten sie ein geistreiches Lesevergnügen.“
Claudia Mäder entnimmt den 21 Lektionen Hararis für die Neuen Zürcher Zeitung vor allem Alarmismus, „in ermüdender Redundanz auf über 400 Seiten verbreitet.“ Der „Shootingstar“ mit dem Ruf eines der bedeutendsten zeitgenössischen Intellektuellen geriere sich dabei als Pädagoge. Trotz häufigen Abgleitens in Plattitüden sei Harari, anschaulich und klar erzählend, ein begabter Schriftsteller. Allerdings lasse er das historische Denken schmerzlich vermissen. Statt der feinen Analyse bevorzuge er leider den großen Bogen. Immerhin fänden sich zuweilen durchaus interessante Gedanken und brauchbare Ratschläge wie dieser: „Wenn irgendeine Frage Ihnen besonders wichtig erscheint, bemühen Sie sich, die einschlägige wissenschaftliche Literatur zu lesen.“
Hans-Jürgen Jakobs sieht Harari im Handelsblatt als Influencer („Influencer sind aber auch all jene modernen (Vor-)Denker, die ihrer Social-Media-Präsenz dicke Bücher, Live-Auftritte und Presseartikel vorschalten“), der seinem Publikum in diesem Buch zu einem Überblick über eine aus den Fugen geratene Welt verhelfen möchte, „zu einem geistigen Helikopterflug über eine geschundene Landschaft, die ihre innere Ordnung längst verloren hat.“ Harari formuliere „immer unterhaltend, manchmal aber auch ziemlich krude“, und biete inhaltlich, „was die Leute lesen wollen“. Doch sei es alles andere als ausgemacht und von vielen Wissenschaftlern bezweifelt, ob die komplizierten biochemischen Abläufe des Gehirns wirklich einmal per Software nachzubilden sein werden. In der aufgeworfenen Frage nach dem Sinn des Lebens werde das Problem vom Autor lediglich an jeden Einzelnen zurückgereicht.
Sehr positiv bewertet Elke Schmitter im Spiegel das Buch. Sie findet es hinreißend argumentiert, wobei der Autor ein gutes Gleichgewicht zwischen Schrecken und Optimismus herstelle.

### Theater
Yael Ronen und Dimitrij Schaad ließen sich für ihr 2020 am Thalia Theater in Hamburg uraufgeführtes Stück (R)Evolution. Eine Anleitung zum Überleben im 21. Jahrhundert von dem Buch inspirieren.

## Kapitelstruktur Hörbuch
Die Kapitelstruktur nach dem Hörbuch Der Hörverlag (2018, Buch: 4. Auflage, ungekürzte Ausgabe) mit Seiten- und Minutenangabe
| Kapitel | Titel                                                 | Seite | hh.mm.ss |
| 0       | Einleitung                                            | 11    | 00.00.00 |
| Teil 1  | Die technologische Herausforderung                    | 23    | 00.18.57 |
| 1.0     | Desillusionierung                                     |       |          |
| 1.1     | Das Ende der Geschichte wurde vertagt                 | 25    | 00.19.22 |
| 1.2     | Erst Mücken totschlagen, dann Gedanken                | 29    | 00.27.40 |
| 1.3     | Der liberale Phönix                                   | 34    | 00.37.30 |
| 2.0     | Arbeit                                                |       |          |
| 2.1     | Wenn du erwachsen bist, hast du vielleicht keinen Job | 49    | 01.04.45 |
| 2.2     | Mozart in der Maschine                                | 57    | 01.19.35 |
| 2.3     | Neue Jobs?                                            | 63    | 01.31.36 |
| 2.4     | Von der Ausbeutung zur Bedeutungslosigkeit            | 72    | 01.48.14 |
| 2.5     | Was heißt allgemein?                                  | 78    | 02.00.10 |
| 2.6     | Was heißt Grundsicherung?                             | 82    | 02.06.00 |
| 3.0     | Freiheit                                              |       |          |
| 3.1     | Big Data is watching you                              | 87    | 02.14.17 |
| 3.2     | Hören Sie auf den Algorithmus                         | 91    | 02.21.12 |
| 3.3     | Das Drama der Entscheidungsfindung                    | 96    | 02.30.10 |
| 3.4     | Das philosophische Auto                               | 106   | 02.48.35 |
| 3.5     | Digitale Diktaturen                                   | 114   | 03.03.15 |
| 3.6     | Künstliche Intelligenz und natürliche Dummheit        | 124   | 03.22.08 |
| 4.0     | Gleichheit                                            |       |          |
| 4.1     | Wem die Daten gehören, dem gehört die Zukunft         | 130   | 03.31.05 |
| 4.2     | Wem gehören die Daten?                                | 136   | 03.42.37 |
| Teil 2  | Die politische Herausforderung                        | 143   | 03.53.30 |
| 5.0     | Gemeinschaft                                          |       |          |
| 5.1     | Menschen haben Körper                                 | 145   | 03.54.03 |
| 5.2     | Online versus offline                                 | 149   | 04.02.33 |
| 6.0     | Zivilisation                                          |       |          |
| 6.1     | Es gibt nur eine Zivilisation auf der Welt            | 157   | 04.14.25 |
| 6.2     | Germanen und Gorillas                                 | 165   | 04.30.00 |
| 6.3     | Die Olympischen Spiele im Mittelalter                 | 168   | 04.35.10 |
| 6.4     | Ein Dollar, um sie alle zu regieren                   | 175   | 04.49.28 |
| 7.0     | Nationalismus                                         |       |          |
| 7.1     | Globale Probleme verlangen globale Antworten          | 182   | 05.00.51 |
| 7.2     | Die atomare Herausforderung                           | 189   | 05.12.06 |
| 7.3     | Die ökologische Herausforderung                       | 191   | 05.16.27 |
| 7.4     | Die technologische Herausforderung                    | 197   | 05.30.40 |
| 7.5     | Raumschiff Erde                                       | 200   | 05.35.42 |
| 8.0     | Religion                                              |       |          |
| 8.1     | Gott steht jetzt im Dienste der Nation                | 207   | 05.47.00 |
| 8.2     | Technische Probleme: christliche Landwirtschaft       | 208   | 05.49.38 |
| 8.3     | Politische Probleme: muslimische Ökonomie             | 211   | 05.54.05 |
| 8.4     | Identitätsprobleme: die Linien im Sand                | 216   | 06.03.10 |
| 8.5     | Der Handlanger des Nationalismus                      | 222   | 06.15.14 |
| 9.0     | Zuwanderung                                           |       |          |
| 9.1     | Manche Kulturen sind womöglich besser als andere      | 225   | 06.18.41 |
| 9.2     | Vom Rassismus zum Kulturalismus                       | 237   | 06.40.08 |
| Teil 3  | Verzweiflung und Hoffnung                             | 251   | 07.03.10 |
| 10      | Terrorismus                                           |       |          |
| 10.1    | Keine Panik                                           | 253   | 07.03.35 |
| 10.2    | Die Karten neu mischen                                | 256   | 07.10.15 |
| 10.3    | Eine kleine Münze in einem großen leeren Topf         | 260   | 07.17.00 |
| 10.4    | Der Terror wird atomar                                | 265   | 07.26.20 |
| 11      | Krieg                                                 |       |          |
| 11.1    | Unterschätze niemals die menschliche Dummheit         | 270   | 07.34.25 |
| 11.2    | Aus Sicht des Kremls                                  | 274   | 07.42.45 |
| 11.3    | Die verlorene Kunst, Kriege zu gewinnen               | 279   | 07.51.37 |
| 11.4    | Die Torheit der Regierenden                           | 282   | 07.57.30 |
| 12      | Demut                                                 |       |          |
| 12.1    | Du bist nicht der Nabel der Welt                      | 285   | 08.01.50 |
| 12.2    | Freuds Mutter                                         | 288   | 08.08.38 |
| 12.3    | Moral vor der Bibel                                   | 293   | 08.17.03 |
| 12.4    | Die Geburt der Bigotterie                             | 299   | 08.29.12 |
| 12.5    | Jüdische Physik, christliche Theologie                | 303   | 08.36.18 |
| 13      | Gott                                                  |       |          |
| 13.1    | Du sollst den Namen Gottes nicht missbrauchen         | 308   | 08.45.17 |
| 13.2    | Moral ohne Gott                                       | 312   | 08.52.08 |
| 14      | Säkularismus                                          |       |          |
| 14.1    | Finde dich mit deinem Schatten ab                     | 318   | 09.01.15 |
| 14.2    | Das säkulare Ideal                                    | 320   | 09.05.21 |
| 14.3    | War Stalin säkular?                                   | 326   | 09.18.51 |
| 14.4    | Den Schatten anerkennen                               | 332   | 09.27.07 |
| Teil 4  | Wahrheit                                              | 335   | 09.32.26 |
| 15      | Nichtwissen                                           |       |          |
| 15.1    | Du weißt weniger, als du glaubst                      | 337   | 09.32.54 |
| 15.2    | Das schwarze Loch der Macht                           | 342   | 09.42.36 |
| 16      | Gerechtigkeit                                         |       |          |
| 16.1    | Unser Gerechtigkeitsempfinden könnte veraltet sein    | 346   | 09.48.06 |
| 16.2    | Flüsse stehlen                                        | 348   | 09.52.18 |
| 16.3    | Schrumpfen oder leugnen?                              | 354   | 10.02.14 |
| 17      | Postfaktisch                                          |       |          |
| 17.1    | Manche Fake News halten ewig                          | 358   | 10.08.30 |
| 17.2    | Die postfaktische Spezies                             | 361   | 10.15.05 |
| 17.3    | Einmal eine Lüge, immer die Wahrheit                  | 366   | 10.24.52 |
| 17.4    | Raus aus der Gehirnwaschmaschine                      | 375   | 10.41.12 |
| 18      | Science-Fiction                                       |       |          |
| 18.1    | Die Zukunft ist nicht das, was man im Kino sieht      | 379   | 10.47.30 |
| 18.2    | Leben in einer Schachtel                              | 381   | 10.51.09 |
| 18.3    | Disney verliert den Glauben an den freien Willen      | 386   | 11.00.36 |
| Teil 5  | Resilienz                                             | 395   | 11.16.08 |
| 19      | Bildung                                               |       |          |
| 19.1    | Veränderung ist die einzige Konstante                 | 397   | 11.16.23 |
| 19.2    | The heat is on                                        | 401   | 11.24.36 |
| 19.3    | Menschen hacken                                       | 408   | 11.37.20 |
| 20      | Sinn                                                  |       |          |
| 20.1    | Das Leben ist keine Erzählung                         | 412   | 11.43.20 |
| 20.2    | Das Gewicht des Dachs                                 | 430   | 12.17.19 |
| 20.3    | Hokuspokus und die Glaubensindustrie                  | 432   | 12.21.44 |
| 20.4    | Das Identitätsportfolio                               | 445   | 12.44.42 |
| 20.5    | Der Supermarkt in Helsingør                           | 453   | 13.00.01 |
| 20.6    | Keine Geschichte                                      | 462   | 13.16.15 |
| 20.7    | Der Realitätstest                                     | 468   | 13.27.41 |
| 21      | Meditation                                            |       |          |
| 21.1    | Einfach nur wahrnehmen                                | 472   | 13.34.16 |
| 21.2    | Von beiden Seiten graben                              | 479   | 13.46.01 |
|         | Danksagung                                            | 488   |          |
|         | Anmerkungen                                           | 490   |          |
|         | Register                                              | 517   |          |